# Escuela violonchelística madrileña
Escuela violonchelística inaugurada a finales del siglo XIX, caracerizada por una técnica depuradísima basada en los movimientos clásicos y en un uso virtuosístico del arco, con el que se logra un extra vibrato admirable y una calidad tímbrica inusitada. Sus comienzos se remontan al periodo de enseñanza (1874-1920) del violonchelista franco-español Víctor Mirecki Larramat en el Real Conservatorio Superior de Música de Madrid, quien importa a España las innovadoras técnicas violonchelísticas del belga Adrien François Servais y del francés Auguste Franchomme. Es característico de esta escuela el periodo de aprendizaje en la Capilla Real del Palacio de Oriente de Madrid, donde los alumnos se ejercitaban con los chelos Stradivarius de la Colección Palatina.
Alumnos directos del profesor Mirecki fueron Alejandro Ruiz de Tejada, Agustín Rubio, Luis Amato (posteriormente solista en la Ópera y profesor en el Conservatorio de París), Luis Sarmiento, Miguel Tejada, Alfredo Larrocha, Julia Terzi, José González y, su favorito, Juan Ruiz Casaux. También hicieron estudios de perfeccionamiento de la técnica violonchelista grandes intérpretes, entre los que destaca Pablo Casals.
La técnica de esta escuela se mantiene, con innovaciones añadidas, en casi todos los centros de enseñanza musical de España, hasta los años 1970, cuando las escuelas rusa y francesa sustituyen a las trazas más clásicas en las preferencias de los diversos vilonchelistas.
- Datos: Q5839378